# Волк Ігор Петрович
І́гор Петро́вич Во́лк (нар. 12 квітня 1937, Зміїв — 3 січня 2017) — 58-й космонавт СРСР і 143-й космонавт світу.

## Життєпис
Народився 12 квітня 1937 року в місті Зміїв Харківської області. Юність Ігор Волк провів у містах Ворошилов (нині — Уссурійськ) Приморського краю і Курська.
У 1954 році закінчив курси Курського аероклубу, в 1956 році — Кіровоградське військове авіаційне училище льотчиків в Україні, в 1965 році — Школу льотчиків-випробувачів льотно-дослідницького інституту (ЛИИ) Міністерства авіаційної промисловості (МАП) у місті Жуковському Московської області, у 1969 році — вечірнє відділення Жуковського філії Московського авіаційного інституту за спеціальністю «інженер-механік».
З 1954 року Ігор Волк перебував на службі в армії. З 1956 року служив льотчиком Бакинського округу ППО (Азербайджанська РСР), літав на літаках Іл-28, Ту-16. У 1963 році вийшов у запас у званні старшого лейтенанта.
З травня 1965 по 2001 рік Волк займався льотно-випробувальної роботою в літньо-дослідному інституті (Жуковський Московської області), льотчик-випробувач льотно-випробувального центру (ОСИБ) ЛИИ МАП.
Літав практично на всіх радянських літаках винищувального, військово-транспортного та бомбардувального призначення, розроблених та випущених у другій половині XX століття. Брав участь у атмосферних випробуваннях повітряно-космічного літака, розробляється за програмою «Спіраль». Провів ряд складних випробувань експериментальних літаків бойового застосування. Виконав цикл робіт з відпрацювання різних систем автоматичного управління польотом, а також з доведення дослідних і модифікованих силових установок. Проводив випробування літаків на штопор і на великих кутах атаки, на інерційну взаємодію, міцність, аеродинаміку та динаміку польоту. Проводив дослідження з дозаправки винищувачів в повітрі.
Його екзаменаторами, наставниками, а потім і товаришами по небу були В. К. Коккінакі, С. М. Анохін, Ю. А. Гарнаєв, Амет-Хан Султан, О. В. Гудков.
У 1977 році Волк був включений до групи спеціальної підготовки за програмою «Буран».
З 1978 до 1980 року Ігор Волк був командиром загону льотчиків-випробувачів № 1 комплексу «А» льотно-випробувального центру.
Одночасно з космічною підготовкою продовжував роботу льотчиком-випробувачем, провівши цілий ряд важливих і складних випробувань та експериментів, серед яких — випробування на штопор літаків Су-27 і Су-27У. Загальний наліт понад 7000 годин, наліт в випробувальних польотах понад 3500 годин.
У 1979 році Ігор Волк наказом був зарахований в головну групу льотчиків-випробувачів, сформовану з метою підготовки за темою 11Ф35 («Буран»).
У 1979—1980 роках Ігор Волк проходив загальнокосмічну підготовку у Центрі підготовки космонавтів (ЦПК) ім. Ю. О. Гагаріна, не припиняючи випробувальних робіт в ЛИИ, і закінчив її з відзнакою 30 липня 1980 року. У вересні 1980 року був включений до складу загону космонавтів-дослідників.
У рамках підготовки до польоту на «Бурані» з 17 по 29 липня 1984 року здійснив космічний політ як космонавт-дослідник космічного корабля «Союз Т-12» (спільно з Володимиром Джанібековим і Світланою Савицькою). Працював на борту орбітального комплексу «Салют-7» — «Союз Т-11» (екіпаж Леонід Кизим, Володимир Соловйов і Олег Атьков) — «Союз Т-12».
Менш ніж через 2 години після повернення з космічного польоту на Землю провів експеримент з управління літаком-лабораторією Ту-154, оснащеному системою управління «Бурана», і літаком МіГ-25, наближеним за аеродинамічними якостями до «Бурана», зробивши польоти в Підмосков'я і назад на Байконур з метою оцінки реакції пілота при пілотування аналогів «Бурана» після впливу факторів космічного польоту.
З 1984 року Ігор Волк за програмою підготовки до космічного польоту на МТКК «Буран» проводив відпрацювання систем ручного управління і автоматичної посадки на літаку-лабораторії Ту-154, оснащеному системою управління «Бурана», на Су-7 та МіГ-25, з аеродинаміки наближених до МТКК «Буран».
Підняв у небо і провів випробування атмосферного аналога космічного корабля «Буран» — БТС-002, в 1986—1987 роках здійснив на ньому 12 випробувальних польотів (без виходу на орбіту).
У лютому 1987 року Ігор Волк був призначений начальником Галузевого комплексу підготовки космонавтів-випробувачів (ОКПКІ), залишаючись космонавтом-випробувачем і льотчиком-випробувачем. Після закриття програми «Буран» до 1995 року він залишався в загоні космонавтів, але підготовки до польотів не проходив. Займався випробувальною роботою.
У 1995—1997 роках Ігор Волк був начальником льотно-випробувального центру — заступником начальника льотно-дослідного інституту імені М. М. Громова.
Автор книги (у співавторстві з Василем Анісимовим) «Мета — 2001 рік. Авіаційна та космічна техніка світу», а також фантастичного детективу «Космічний ковпак».

## Відзнаки і нагороди
Заслужений льотчик-випробувач СРСР (1983), льотчик-космонавт СРСР (1984), полковник запасу.
У 1984 році за успішне здійснення космічного польоту і проявлені при цьому мужність і героїзм льотчику-космонавту Ігорю Волку було присвоєно звання Героя Радянського Союзу із врученням ордена Леніна і медалі «Золота Зірка». Ігор Волк нагороджений орденами Трудового Червоного Прапора, Дружби народів, «За заслуги перед Вітчизною» 4-го ступеня, медалями.
Був дружений, мав двох дочок, захоплювався гірськими лижами, тенісом, футболом.